# 냉국
냉국(冷국) 또는 찬국은 냉수에 간장, 식초로 간을 하고, 고춧가루, 깨소금, 참기름, 파 등을 넣은 한국의 찬국이다. 냉국의 재료로는 미역, 오이가 주로 사용된다. 이외에도 다시마, 더덕, 머위, 북어, 톳, 파, 굴, 김, 토란, 감자 등이 다양하게 이용된다.
다른 음식들처럼 냉국도 인스턴트 식품의 한 종류로 만들어져 팔리고 있다.

## 사진

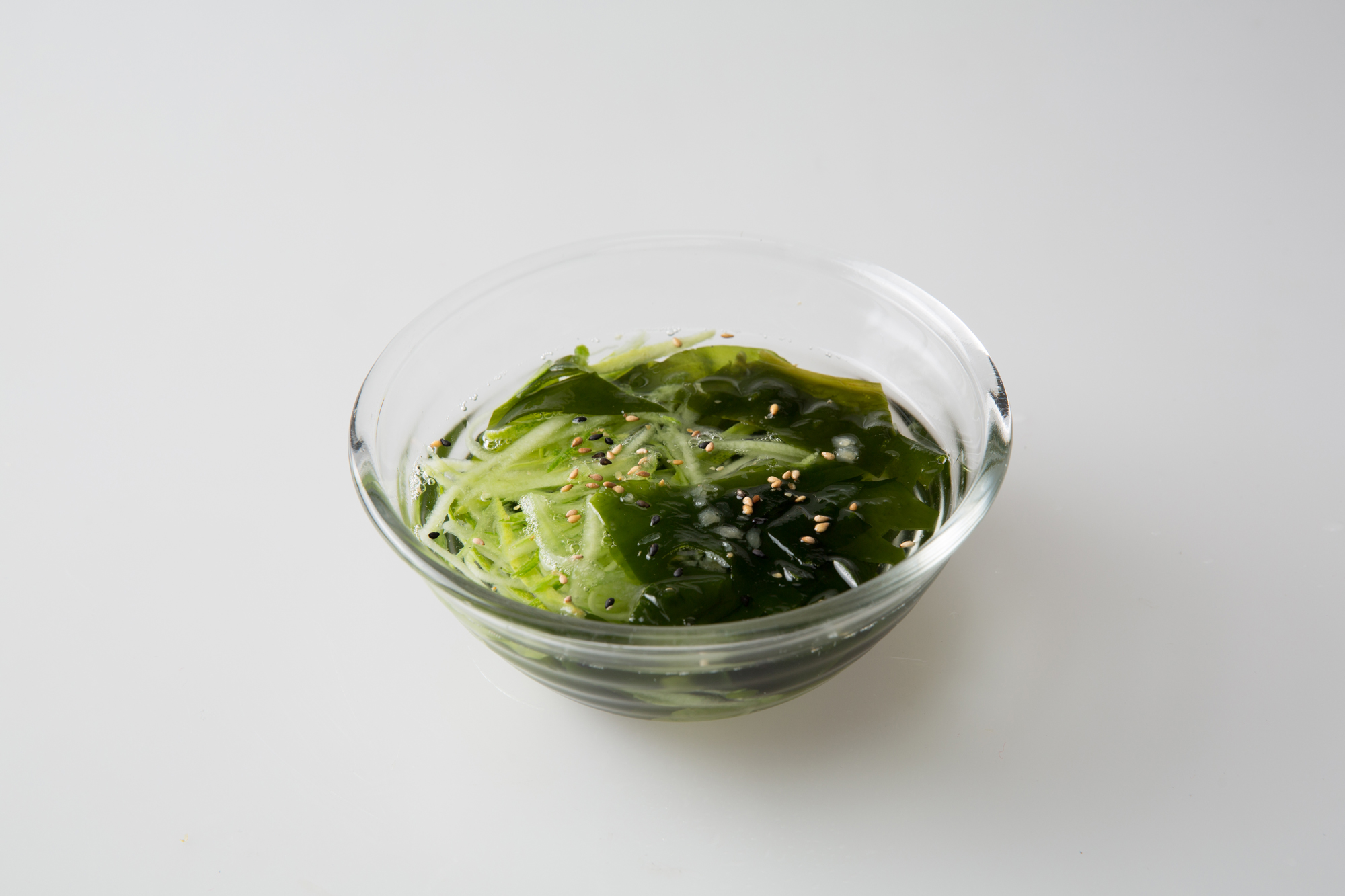
오이 미역 냉국
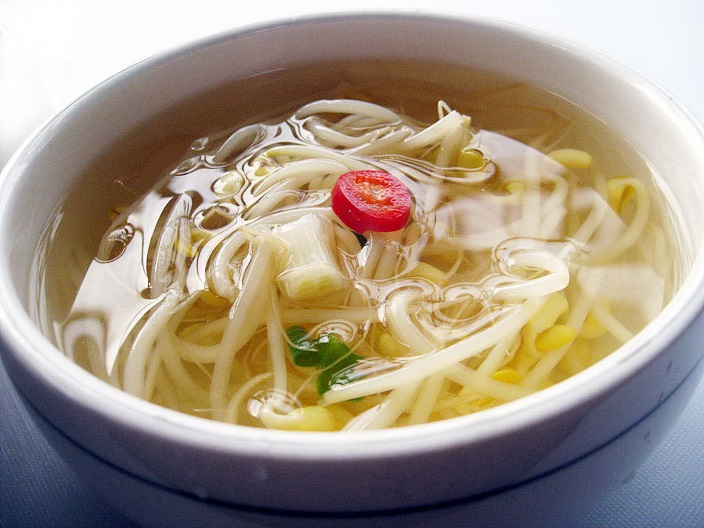
콩나물 냉국

## 같이 보기
- 국 (한국 음식)